# 博卡拉頓
博卡拉頓（英語：Boca Raton）是位於美國佛羅里達州棕櫚灘縣的一個城市。2000年人口普查時，博卡拉頓有人口74,764人。而在2006年，根據美國人口調查局的數據，該市有人口86,396人。白人占了博卡拉頓人口數的90.75%（其中非拉美裔占84.2%）；黑人占3.76%；美國原住民占0.16%；亞裔占1.99%；太平洋島民占0.04%。

## 知名人物
- 爱莉安娜·格兰德
- 大坂直美（現居）[2]

## 教育
佛罗里达大西洋大学

## 外部連結
- Boca Raton News（页面存档备份，存于）
- City of Boca Raton
- History of Boca Raton
- Greater Boca Raton Chamber of Commerce（页面存档备份，存于）
- Boca Raton Business Guide
- Boca Raton Synagogue（页面存档备份，存于）
- Boca Raton Museum of Art（页面存档备份，存于）
- Africa U.S.A.（页面存档备份，存于）
- Ancient America（页面存档备份，存于）